# Geno Petrijašvili
Geno Petrijašvili (* 1. dubna 1994) je gruzínský zápasník volnostylař, olympijský vítěz z roku 2024 v supertěžké váze.

## Sportovní kariéra
Narodil se a vyrůstal v Gori, kde začal zápasit v 6 letech po vzoru staršího bratra. Jeho kmotrem je bývalý mistr světa v zápasu sambo Malchaz Beruašvili. Ve 13 letech si ho vybral trenér Nugzar Schireli do své tréninkové skupiny a začal se specializovat na volný styl. V gruzínské mužské reprezentaci volnostylařů se pohybuje od roku 2013 ve váze do 125 kg.
V roce 2014 měl v přípravě na mistrovství světa juniorů pozitivní dopingový nález na stimulant trimetazidin. Gruzínská strana odůvodnila jeho provinění tím, že látka se do jeho těla dostala s lékem Preductal, který užívá na psychosomatické potíže (srdeční problémy). V dětství byl unesen osetskými separatisty a po propuštění si sebou nese zdravotní následky. Za neopatrnost s užitím této látky dostal šestiměsíční trest.
V roce 2016 se kvalifikoval na olympijské hry v Riu. Ve čtvrtfinále prohrál s Íráncem Komejlem Gásemím až na dodatečná kritéria. Přes opravy se probojoval do boje o třetí místo, ve kterém porazil zraněného Američana bulharského původu Tervela Dlagneva jednoznačně 10:0 na technické body a vybojoval bronzovou olympijskou medaili.

## Výsledky
| Olympijské hry     |    | —   |    |    |    | 3. |    |    |    |  |  |  |  |  |  |  |  |  |  |  |  |  |  |  |  |  |  |
| Mistrovství světa  | —  |     | 3. | X  | 3. |    | 1. | 1. | 1. |  |  |  |  |  |  |  |  |  |  |  |  |  |  |  |  |  |  |
| Evropské hry       |    |     |    |    | 3. |    |    |    | —  |  |  |  |  |  |  |  |  |  |  |  |  |  |  |  |  |  |  |
| Mistrovství Evropy | —  | —   | 3. | —  | 3. | 1. | 3. | 2. | 2. |  |  |  |  |  |  |  |  |  |  |  |  |  |  |  |  |  |  |
| ME do 24 let       |    |     |    |    |    |    | 1. |    |    |  |  |  |  |  |  |  |  |  |  |  |  |  |  |  |  |  |  |
| ME do 24 let       |    |     |    |    | —  | 1. | 1. |    |    |  |  |  |  |  |  |  |  |  |  |  |  |  |  |  |  |  |  |
| MS juniorů         | —  | 3.  | 1. | X  |    |    |    |    |    |  |  |  |  |  |  |  |  |  |  |  |  |  |  |  |  |  |  |
| ME juniorů         | 3. | úč. | 1. | 1. |    |    |    |    |    |  |  |  |  |  |  |  |  |  |  |  |  |  |  |  |  |  |  |
| MS dorostenců      | 2. |     |    |    |    |    |    |    |    |  |  |  |  |  |  |  |  |  |  |  |  |  |  |  |  |  |  |
| ME dorostenců      | 1. |     |    |    |    |    |    |    |    |  |  |  |  |  |  |  |  |  |  |  |  |  |  |  |  |  |  |